# Disturbios de Gordon
Los disturbios de Gordon (en inglés: Gordon Riots) de 1780 comenzaron como una protesta anticatólica en Londres contra la Ley de Papistas de 1778, que tenía por objeto reducir la discriminación oficial contra los católicos británicos. La protesta derivó en disturbios y saqueos.
La Ley de Papismo de 1698 había impuesto varias sanciones e inhabilitaciones a los católicos en Inglaterra; mientras que la ley de 1778 eliminó algunas de las mismas. Una protesta pacífica inicial provocó disturbios generalizados y saqueos y fue la más destructiva de la historia de Londres. Una pintada en el muro de la prisión de Newgate proclamó que los reclusos habían sido liberados por la autoridad de "Su Majestad, el Rey Populacho". El término "Rey Populacho" ("King Mob", pudiendo traducirse "mob" como multitud, populacho, muchedumbre) pasó a designar posteriormente a un proletariado rebelde y temible.
Los disturbios llegaron en el apogeo de la Guerra de Independencia de los Estados Unidos, cuando Gran Bretaña estaba luchando contra los rebeldes americanos, Francia, España y las Provincias Unidas de los Países Bajos. Provocaron temores infundados de que los disturbios habían sido un intento deliberado de Francia y España de desestabilizar a Gran Bretaña antes de una inminente invasión similar a la Armada de 1779.

## Contexto

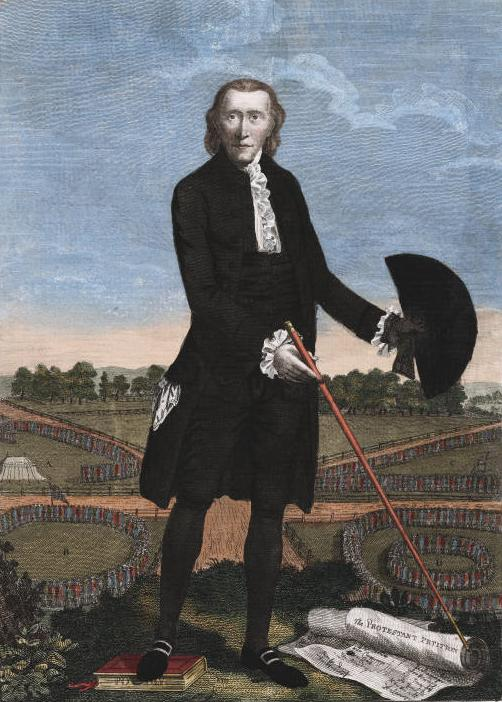
Lord George Gordon, líder de la Asociación Protestante

La intención declarada de la Ley de Papistas de 1778 fue, como indicaba su preámbulo, mitigar parte de la discriminación oficial contra los católicos en el Reino de Gran Bretaña. Eximía a los católicos de prestar juramento religioso cuando se unieran a las Fuerzas Armadas Británicas, concediendo además unas pocas y limitadas libertades. Este cambio obedecía a razones prácticas. Las fuerzas británicas en ese momento se encontraban muy presionadas luchando en una Guerra de Independencia estadounidense que se había convertido en global, con conflictos en curso con Francia, España y los nuevos Estados Unidos. El reclutamiento de católicos suponía una contribución significativa para hacer frente a esta escasez de efectivos.
Las leyes anticatólicas de 1698 habían sido ignoradas durante muchos años y rara vez se aplicaban. Debido a esto, muchos de los católicos más preeminentes se opusieron a la derogación de la Ley, temiendo que provocase sentimientos anticatólicos a cambio de un escaso retorno práctico. También se señaló que un gran número de católicos, reclutados en Irlanda y en las tierras altas escocesas, ya prestaban servicio en el ejército. A pesar de ello, el gobierno decidió seguir adelante con el proyecto de ley y tuvo que ser presentado en el Parlamento por Sir George Savile.

## Asociación Protestante
La Asociación Protestante de Londres contó con el apoyo de las principales figuras religiosas calvinistas, entre los que se encontraban Rowland Hill, Erasmus Middleton y John Rippon. Lord George Gordon se convirtió en su presidente en 1779, en un esfuerzo por forzar la derogación de la Ley de Papistas. Un propagandista elocuente, aunque excéntrico, Gordon encendió a las masas con los temores del papismo y el regreso al régimen monárquico absoluto. Asumió que el darle la posibilidad a los católicos de alistarse en el ejército, podría suponer que unieran sus fuerzas con sus correligionarios en el continente y atacaran Gran Bretaña. Disfrutó de una gran popularidad en Escocia, donde participó en una exitosa campaña para evitar que la misma legislación se introdujera en el Derecho escocés, aunque la ley continuó en vigor en Inglaterra y Gales e Irlanda. El éxito en la obstrucción de la aprobación de la ley en Escocia llevó a Gordon a creer que podría disfrutar de un éxito similar en el resto de Gran Bretaña. A principios de 1780, Gordon tuvo varias audiencias con el rey Jorge III, pero no pudo convencerlo de lo que él veía como los peligros de la Ley. Al principio, Jorge III se entendió con Gordon, pero se irritó progresivamente con él y finalmente rechazó cualquier audiencia ulterior.
El clima político se deterioró rápidamente. El 29 de mayo de 1780, Gordon convocó una reunión de la Asociación Protestante, y sus seguidores posteriormente marcharon hacia la Cámara de los Comunes para presentar una petición exigiendo la derogación de la Ley.

### Otras causas
Después de la primera marcha al Parlamento, se produjeron nuevos disturbios en los que participaron grupos cuyas quejas eran nacionalistas, económicas o políticas, en lugar de religiosas. Aparte del asunto de la emancipación católica, también se ha sugerido que la fuerza impulsora de los disturbios fue la pobre situación económica de Gran Bretaña: la pérdida del comercio durante la guerra había llevado a la caída de los salarios, el aumento de los precios y a un desempleo periódico. Como apuntaba Rudé, no hubo un ataque general contra la comunidad católica, sino que "las víctimas de los disturbios" podían diferenciarse por el hecho de que "eran en su conjunto, personas bien posicionadas". El sufragio en las elecciones parlamentarias estaba restringido por un umbral relacionado con las propiedades, por lo que la mayoría de los londinenses no pudieron votar y muchos esperaban reformas para que el Parlamento fuera más representativo de la realidad del pueblo.
Poco después de que estallaran los disturbios, el duque de Richmond sugirió que eran directamente atribuibles a la aprobación de la Ley de Quebec seis años antes, una opinión que fue ridiculizada por muchos de sus compañeros. Otra causa sugerida fue la debilitada posición internacional de Gran Bretaña, que había surgido del aislamiento del país en Europa y las noticias decepcionantes de la guerra en curso. Algunos alborotadores se opusieron a la continuación de la guerra y muchos apoyaron firmemente la independencia de los Estados Unidos, mientras que otros mostraban su enfado porque Lord North estaba manejando mal el esfuerzo bélico británico. En muchos casos, fue una mezcla de temas la que llevó a la gente a participar en los disturbios.

## Disturbios

### Marcha sobre el Parlamento
El 2 de junio de 1780 una gran multitud, estimada entre 40000 y 60000 personas, se reunió y marchó hacia las Cámaras del Parlamento. Muchos llevaban banderas y pancartas proclamando "No Popery" (No al Papismo), y la mayoría llevaban escarapelas azules que se habían convertido en el símbolo de su movimiento. Mientras marchaban, su número se incrementó. Intentaron entrar por la fuerza en la Cámara de los Comunes, pero sin éxito. Gordon, petición en mano, y llevando en su sombrero la escarapela azul de la Asociación Protestante, entró en los Comunes y presentó la petición. Afuera, la situación se descontroló rápidamente y estallaron disturbios. Los miembros de la Cámara de los Lores fueron atacados a su llegada, y varios carruajes fueron vandalizados y destruidos.
A pesar de ser conscientes de la posibilidad de que surgieran problemas, las autoridades no tomaron medidas para evitar que estallara la violencia. El primer ministro, Lord North, había olvidado emitir una orden para movilizar al pequeño número de agentes de policía de la zona. Los que estaban presentes en la Cámara de los Comunes no eran lo suficientemente fuertes como para enfrentarse a la furiosa multitud. Se convocó al momento a un destacamento de soldados y dispersaron a la muchedumbre sin violencia. Dentro de la Cámara de los Comunes, la petición fue rechazada abrumadoramente por una votación de 192 a 6 votos.

### Ataque a embajadas
Una vez que la muchedumbre alrededor del Parlamento se dispersó, el gobierno consideró que lo peor del desorden ya había terminado. Sin embargo, la misma noche una muchedumbre se reunió y atacó la capilla de la embajada de Cerdeña en Lincoln's Inn Fields (Holborn). Se convocó a los Bow Street Runners y a un grupo de soldados que hicieron trece arrestos, aunque la mayoría de los cabecillas habían logrado escapar. Esa misma noche, la capilla de la Embajada de Baviera en Warwick Street, Soho, fue destruida.

### Moorfields

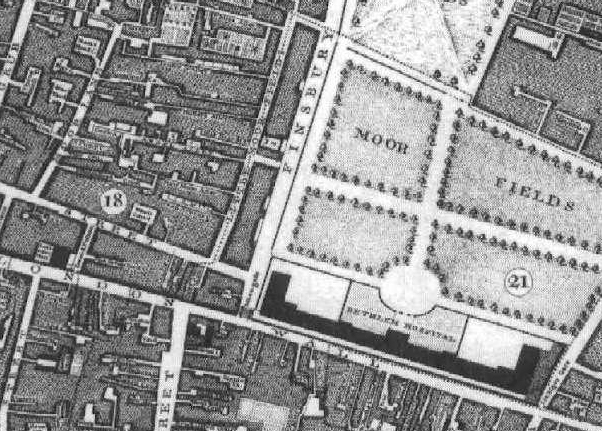
Mapa de la Muralla de Londres, Moorgate, Moorfields y el Bethlem Royal Hospital del mapa de Londres de John Rocque de 1746

La zona de Moorfields, una de las más pobres de la ciudad, era el hogar de numerosas familias de inmigrantes irlandeses y tenía un área abierta donde podía reunirse una gran multitud. A pesar de la petición de un prominente mercader irlandés, James Malo, al Lord Mayor Brackley Kennett, no se ofreció ningún tipo de protección adicional para el barrio. El 3 de junio una muchedumbre se reunió en Moorfields y al caer la noche comenzaron los disturbios. La casa de Malo fue una más de las numerosas viviendas saqueadas y quemadas.
La prisión de Newgate fue atacada y prácticamente destruida. Lo mismo ocurrió con la prisión conocida como The Clink. Esto permitió que un gran número de prisioneros se fugase, sin que pudiera arrestarse de nuevo a muchos de ellos. Numerosas iglesias católicas, capillas de embajadas y viviendas sufrieron daños, así como el Banco de Inglaterra, la prisión del Fleet y la casa del Lord Chief Justice William Murray.

### Respuesta del ejército

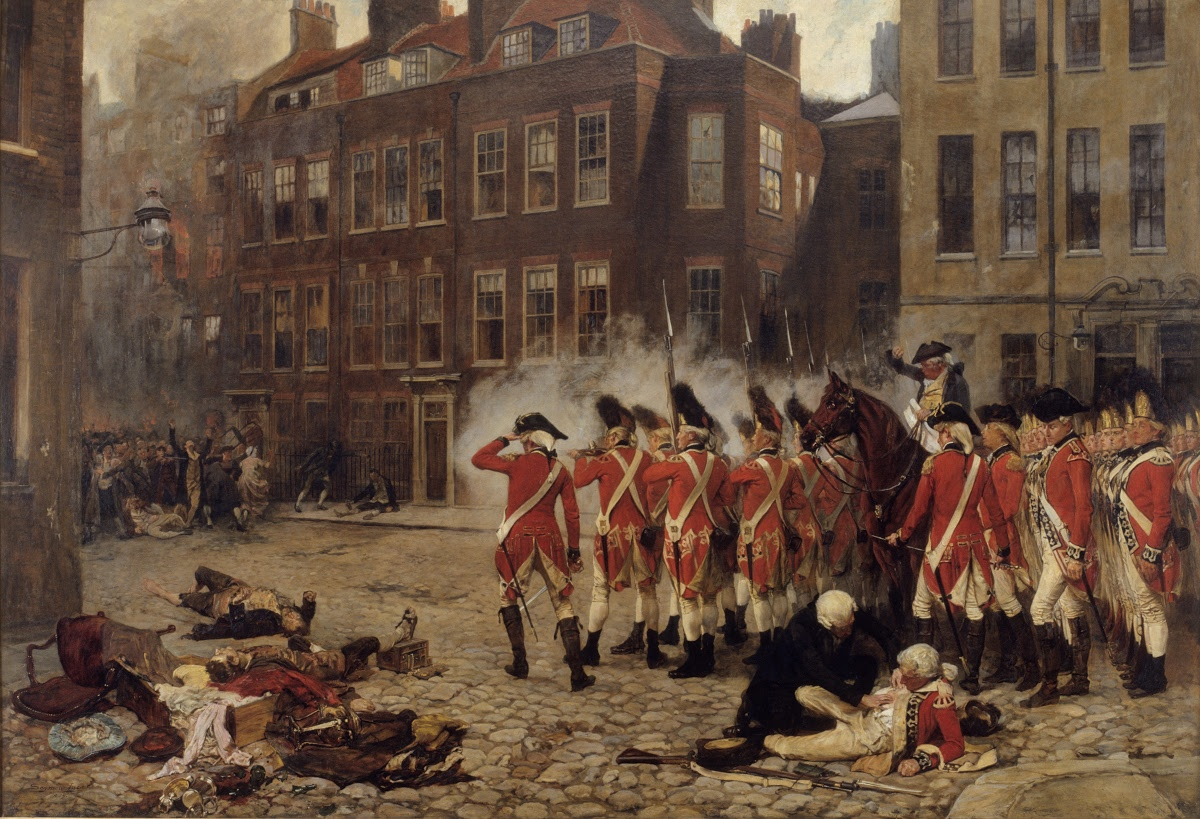
Los disturbios de Gordon, en un cuadro de John Seymour Lucas

Se convocó al ejército el 7 de junio y este recibió órdenes de disparar contra grupos de cuatro o más personas que se negasen a dispersarse. Unas 285 personas fueron asesinadas a tiros y otras 200 resultaron heridas. Alrededor de 450 de los alborotadores fueron arrestados. De los detenidos, unos veinte o treinta fueron juzgados y ejecutados. Gordon fue arrestado y acusado de alta traición, pero fue declarado inocente. Brackley Kennett, el Lord Mayor, fue condenado por negligencia criminal por no aplicar la Ley antidisturbios y se le impuso una multa de 1.000 libras esterlinas. Entre las unidades militares que se ocuparon de los alborotadores estuvieron la Household Cavalry, los Guardias de Pie o la Honorable Compañía de Artillería e infantería de línea (incluyendo al Regimiento Real de la Reina, y milicias traídas de condados vecinos). La defensa del Banco de Inglaterra estuvo a cargo del IX Regimiento de Pie del Este de Norfolk bajo el mando de Thomas Twisleton, XIII Barón Saye y Sele.

## Consecuencias
Los disturbios dañaron la reputación de Gran Bretaña en toda Europa, donde muchos vieron la monarquía constitucional británica como una forma de gobierno inherentemente inestable. Esto llegó en un momento en que Gran Bretaña estaba buscando aliados, particularmente la Austria católica, en la guerra de Independencia estadounidense para desafiar a la fuerte coalición que los franceses habían construido. Tras tener noticias de los disturbios, el gobierno español, en guerra desde el año anterior, rompió las negociaciones de paz con Gran Bretaña, creyendo que el desorden llevaría a un colapso generalizado de Gran Bretaña y deseando aprovecharse de él.
Los disturbios mostraron los problemas a los que se enfrentaba Gran Bretaña por carecer de un cuerpo profesional de policía, una institución considerada extranjera y absolutista. El conde de Shelburne sorprendió a muchos el día después del estallido de los disturbios al proponer en el parlamento que Gran Bretaña debía considerar la formación de una fuerza a semejanza de la policía francesa.
Los disturbios destruyeron la popularidad del político radical John Wilkes, que lideró a las tropas contra los alborotadores. Muchos de sus seguidores lo percibieron como una traición.
Los acontecimientos en el Banco de Inglaterra iniciaron una tradición en la que un destacamento de soldados, generalmente de la Brigada de Guardias, marchaba al banco para realizar tareas de seguridad. Hasta 1963 el servicio lo desempeñaban guardias del Home Service Dress con morrión. A partir de esa fecha y hasta el 31 de marzo de 1973, el destacamento pasó a ser más funcional que ceremonial, desempeñando sus funciones con armas automáticas.